# Prästforsens kraftverk
Prästforsens kraftverk, även kallat Hagaströms kraftverk, är det femte kraftverket i Gavleån, beläget i Hagaström, inte långt från Valbo kyrka.
Det första kraftverket i Prästforsen byggdes 1892 av Hagaströms tegelbruk och Gävle stad och hade tre turbiner om 300 hästkrafter samt en ångmaskin om 60 hk som reservaggregat. Detta kraftverk revs under 1980-talet och ersattes av det nya kraftverket som stod färdigt 1986.
När Prästforsens kraftverk och Åbyfors kraftverk (som för övrigt är av identisk konstruktion som Prästforsverket) nybyggdes i mitten av 1980-talet höjdes Gavleåns yta så mycket att ån på flera ställen ligger högre än Valboslätten på andra sidan Valboåsen. Detta gjorde att vatten började strömma igenom åsen och hotade att på sikt underminera åsen, förvandla Valboslätten till ett träsk och göra stora delar av Valbo obeboeligt. För att motverka detta installerades pumpstationer med jämna mellanrum på åsens sydsida som dränerar åsen på vatten. Tack vare den naturliga filtreringen av åns vatten genom rullstensåsens sandlager så används sedan slutet av 1980-talet Valboåsen som huvudvattentäkt för Gävle kommun.